# Paraplégie spastique familiale type 4
La paraplégie spastique familiale type 4 est une maladie génétique caractérisée par une atteinte très progressive des membres inférieurs. Un tiers des malades a des troubles sphinctériens. L'âge de début de cette paraplégie spastique familiale se situe vers la fin de la deuxième décennie mais peut apparaître dès l'âge de 1 an ou très tardivement après 70 ans. Les manifestations cliniques de cette maladie sont très variables au sein de la même famille.

## Étiologie
Mutation du gène SPG4 situé sur le chromosome 2 codant la spastine.

## Incidence et prévalence
Cette paraplégie spastique familiale représenterait entre 15 et 40 % des paraplégies spastiques familiales pures à transmission dominante.

## Conseil génétique

### Mode de transmission
De transmission autosomique dominante, la pénétrance est de 85 % à l'âge de 45 ans. Près de 6 % des personnes porteuses de la mutation sont complètement asymptomatiques.

## Sources
- en Alexandra Dürr, Chantal Tallaksen, Christel Depienne, Spastic Paraplegia Type 4 In: GeneReviews at GeneTests: Medical Genetics Information Resource (database online). Copyright, University of Washington, Seattle. 1997-2005.

## Associations
- Association